# Sergio Jadue
Sergio Elías Jadue Jadue (La Calera, 26 de abril de 1979), conocido como Sergio Jadue, es un exdirigente de fútbol chileno. Fue presidente de la Asociación Nacional de Fútbol Profesional de Chile (ANFP) y fue primer vicepresidente de la Confederación Sudamericana de Fútbol (Conmebol). Tras verse involucrado en los casos de corrupción de la FIFA en 2015, renunció a sus cargos como dirigente y se radicó en los Estados Unidos, donde se acogió a una delación compensada con la justicia de ese país. En mayo de 2016 fue suspendido de por vida por FIFA de toda actividad que involucre al fútbol a causa de estas actividades delictivas que involucran al ente máximo del fútbol en el mundo.

## Biografía
Nació como Sergio Elías Cortés Jadue en la comuna de La Calera en 1979. Estudió en el Instituto Rafael Ariztía de Quillota, y terminó su escolaridad en el Colegio Paideia. Pasó por tres universidades privadas —Adolfo Ibáñez, Del Mar y De Las Américas— y egresó de derecho, pero nunca se tituló. En su paso por su educación superior, adoptó como primer apellido el de su madre, que es de origen árabe. Su mamá es prima de la mamá del político chileno Daniel Jadue.
Estuvo casado con María Inés Facuse, con quien tuvo dos hijos; Nicolás y Sabja (n. 2010).
En 2007 asumió como presidente de la Corporación Club de Deportes La Calera, y unos meses más tarde reemplazó en la directiva del club a Daniel Cortez. En junio de 2009 asumió como presidente del directorio del club, tras la renuncia de su antecesor, Jorge Fuenzalida. En su gestión, Deportes La Calera logró, tras 26 años, ascender a Primera División.

## Presidente de la ANFP

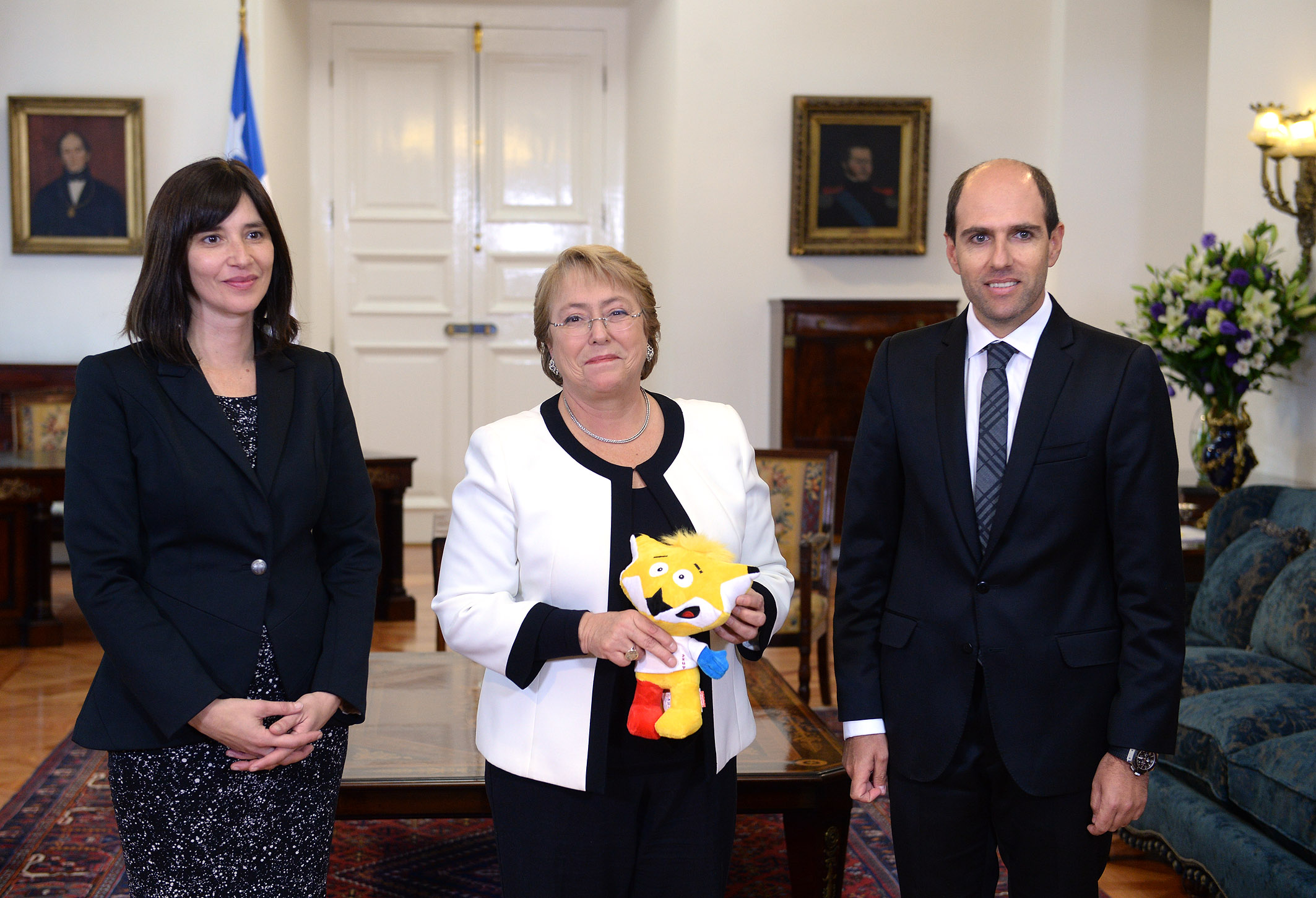
Jadue entregándole un peluche de Zincha, la mascota oficial de la Copa América 2015, a la presidente Michelle Bachelet.

El 7 de enero de 2011, Sergio Jadue fue elegido como el nuevo presidente de la ANFP, derrotando en las elecciones a la lista presidida por Ernesto Corona por 27 votos contra 21, gracias a un amplio apoyo de los clubes de la Primera División. La nueva directiva encabezada por Jadue, asumió el 14 de enero, sucediendo a Harold Mayne-Nicholls. Debido a esto, Marcelo Bielsa renunció al cargo de director técnico de la Selección chilena en febrero del mismo año, aludiendo diferencias irreconciliables con Jadue, siendo reemplazado por el técnico argentino Claudio Borghi.
Durante su mandato, la FIFA otorgó la Copa Mundial de Fútbol Sub-17 de 2015 a Chile, convirtiéndolo en uno de los tres países, junto con Japón y México, que han albergado mundiales de fútbol en todas las categorías masculinas.[cita requerida]
El 14 de noviembre de 2012, desvinculó a Borghi de la dirección técnica de la Selección de mayores, y contrató a Jorge Sampaoli, en ese entonces director técnico del Club Universidad de Chile. De la mano de Sampaoli, el equipo chileno clasificó a la Copa Mundial de Brasil 2014. En agosto de 2013 asumió como segundo vicepresidente de la Confederación Sudamericana de Fútbol (Conmebol), y fue reelegido en el cargo en marzo de 2015.
A fines de 2014 se presentó a la reelección para la presidencia de la ANFP, pero no hubo lista que le disputara la elección, por lo que asumió por un nuevo periodo que comenzó en enero de 2015. El 24 de octubre de 2014 fue designado presidente del Área de Competiciones de la Conmebol. En noviembre de 2015 abandonó la presidencia de la ANFP en medio de las investigaciones por corrupción de la FIFA, asumiendo Jaime Baeza como presidente subrogante.

## Caso de corrupción
El 27 de mayo de 2015, autoridades del FBI detuvieron en Suiza a cinco altos dirigentes de la FIFA, destapando una investigación por corrupción, pago de sobornos y lavado de dinero en el órgano rector del fútbol profesional. Dentro de los antecedentes está un supuesto soborno pagado a Jadue por USD $1,5 millones por asegurar los derechos de televisación de las próximas cuatro versiones de la Copa América, incluyendo la realizada en Chile durante 2015. La empresa Datisa habría realizado pagos por un total de 100 millones de dólares en 2013, entregando 3 millones al presidente de la Conmebol y a los presidentes de las asociaciones de Brasil y Argentina; 1,5 millones a cada uno de los otros siete presidentes de las federaciones de la confederación —entre ellos, Jadue— y 500 mil dólares para otros once oficiales de la Conmebol.
Jadue respondió a las acusaciones diciendo que se habría tratado de un anticipo pagado a la ANFP por concepto de la Copa América 2015, y la asociación publicó en su sitio web documentos que, supuestamente, sustentan dicha versión.
En noviembre de 2015, tras renunciar a la presidencia de la ANFP, viajó a Miami, Estados Unidos, por un acuerdo con el FBI para colaborar con las investigaciones de corrupción. Jadue se declaró culpable de los cargos, por lo cual obtendría una rebaja en la condena. También pagó una fianza de US$1 millón de dólares, la que le da derecho a circular libre, pero con restricciones, mientras dure la investigación y el juicio. El 6 de mayo de 2016, el comité de ética de la FIFA lo suspendió de por vida de toda actividad ligada al fútbol, junto al dirigente colombiano Luis Bedoya Giraldo. Según el organismo, ambos «pidieron y recibieron sobornos de empresas relacionadas con los derechos de imagen de la Copa Libertadores y de la Copa América Centenario».

## En la cultura popular
- Sergio Jadue es protagonista de la primera temporada de la serie de televisión El presidente (2020) de Amazon Prime Video, que narra el desarrollo del «FIFA Gate» en dirigentes de la Conmebol. En dicha serie Jadue fue interpretado por el actor colombiano Andrés Parra.
- Jadue apareció como personaje en el capítulo «La renuncia de Bielsa» de la serie de televisión 12 días que estremecieron Chile (2017), donde fue interpretado por Elvis Fuentes.
- El actor Stefan Kramer realiza una imitación de Jadue desde 2016, la cual fue estrenada en su programa Kamaleón, el show de Kramer.[25]

También aparece en El presidente juego de corrupción en Amazon Prime donde el actor Andrés Parra hace su persona en modo de narrador.